# Jiří Rosický
Jiří Rosický (ur. 11 listopada 1977 w Pradze) – czeski piłkarz występujący na pozycji pomocnika. Jest bratem Tomáša Rosickiego i byłym zawodnikiem Sparty Praga, Atlético Madryt, Bregenz, Baumit Jablonec i Bohemians 1905.